# Мазинке, Харви
Ха́рви Го́рдон Ма́зинке (англ. Harvey Gordon Mazinke; род. 6 апреля 1937, Altona, Манитоба) — канадский кёрлингист, позднее спортивный функционер.
В составе мужской сборной Канады серебряный призёр чемпионата мира 1973. Чемпион Канады среди мужчин.
Играл на позиции четвёртого, был скипом команды.
В 1987—1988 был президентом Ассоциации кёрлинга Канады.
В 1989 году был введён в Зал славы канадского кёрлинга.

## Достижения
- Чемпионат мира по кёрлингу среди мужчин: серебро (1973).
- Чемпионат Канады по кёрлингу среди мужчин: золото (1973), бронза (1964).

- Команда «всех звёзд» (англ. All Star Team) мужского чемпионата Канады: 1973[3].
- Приз имени Росса Харстона за воплощение спортивного духа (англ. Ross Harstone Sportsmanship Award) на чемпионате Канады среди мужчин[4]: 1975.

## Команды
| Сезон   | Четвёртый     | Третий        | Второй           | Первый           | Турниры           |
| ------- | ------------- | ------------- | ---------------- | ---------------- | ----------------- |
| 1963—64 | Bruce Hudson  | Харви Мазинке | Ken Little       | Harry Martel     | ЧК 1964           |
| 1972—73 | Харви Мазинке | Билл Мартин   | Джордж Ахтимичук | Дэн Клиппенштейн | ЧК 1973 · ЧМ 1973 |
| 1974—75 | Харви Мазинке | Билл Мартин   | Джордж Ахтимичук | Дэн Клиппенштейн | ЧК 1975 (4 место) |

(скипы выделены полужирным шрифтом)